# Daitō-ryū Aiki-jūjutsu
Daito-ryu aiki-jujutsu (em japonês:  大東流合気柔術, Daitō-ryū aiki-jūjutsu), chamado originalmente Daito-ryu jūjutsu (大東流柔術, Daitō-ryū jūjutsu), é uma escola de arte marcial japonesa, que começou a se difundir a partir do começo do século XX por Sokaku Takeda.
Sem dúvida as tradições do estilo tiveram seu desenvolvimento ao longo de quase um milénio, mas a destruição dos documentos na Guerra Boshin, em 1868, não permitem uma confirmação. Segundo seus praticantes, o daitō-ryū tem uma história de 900 anos, intrincada com a história do Japão e da classe samurai, tendo sido criado por Shinra Saburō Minamoto no Yoshimitsu (新羅 三郎 源 義光, 1045-1127), do clã Minamoto, membro do Seiwa Genji e seu nome provém do castelo onde viveu desde criança. O bisneto de Yoshimitsu, Nobuyoshi, ao mudar-se para um povoado adota o sobrenome deste, "Takeda", nome este que a família leva até o presente.

## História
As origens da linhagem marcial Daitō-ryū remontam há aproximadamente novecentos anos, surgindo com Shinra Saburō Minamoto no Yoshimitsu, que era um samurai pertencente ao clã Minamoto e membro da Seiwa Genji, uma linhagem dos Minamoto descendente do 56º regente imperial nipônico — Imperador Seiwa. A denominação advém do sítio onde Yoshimitsu viveu enquanto criança, chamado de "Daitō" (大東), na Província de Ōmi, actualmente o concelho de Shiga. Segundo reza a lenda, Yoshimitsu dissecou os cadáveres de guerreiros mortos em batalha, estudando a anatomia deles no fito de aprender técnicas de imobilização e de pressão em pontos vitais.

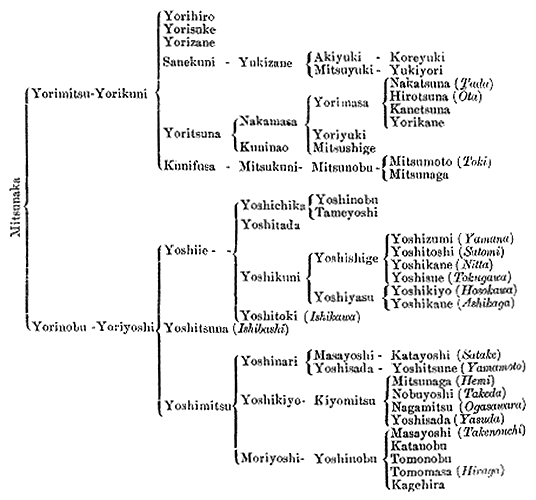
Árvore genealógica da linhagem Seiwa Genji.

Yoshimitsu já tinha estudado uma arte marcial desarmada, chamada tegoi, um ancestral do sumô, adicionando seus conhecimentos à arte. Eventualmente, Yoshimitsu firmou residência na Prinvícia de Kai, actualmente o Distrito de Yamanashi, e passou seus conhecimentos a seus familiares. Por fim, Nobuyoshi, neto de Yoshimitsu, adoptou o apelido de «Takeda», o qual permanece como o nome da família até os tempos hodiernos. A Família Takeda continuou a residir na Pronvíncia de Kai até Takeda Shingen (武田 信玄, 1521–1573). Este opôs-se à campanha de Ieyasu Tokugawa e Nobunaga Oda, para a unificação do Japão. Após seu passamento Shingen e seu herdeiro, Katsuyori Takeda (武田 勝頼, 1546–1582), a família foi deslocada para Aizu, uma área que compreendia a terça parte ocidental do actual Distrito de Fukushima.

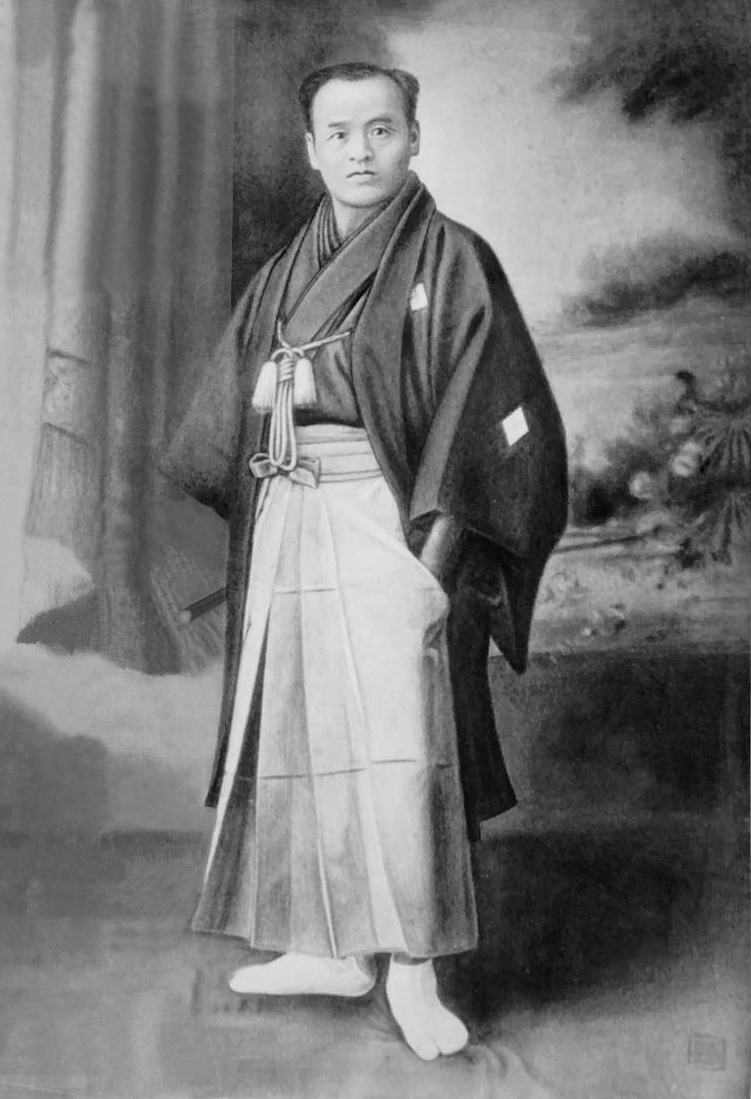
Sokaku Takeda, 1888

Embora tais eventos tenham provocado à família Takeda o perdimento de parcela de seus poder e influência, esta manteve-se ainda bem relacionada às classes dominantes do Japão. Mais importante, a mudança para Aizu e a sequência de eventos restou por influenciar sobremaneira os contornos nos quais surgiria, no século XIX, a escola Daito-ryu Aiki-jūjutsu. Entrementes, um evento importante foi a adopção do neto de Tokugawa Ieyasu, Komatsumaru (1611-1673), por Kenshoin Takeda, quarta filha de Shingen Takeda. Komatsumaru dedicou-se ao estudo das artes marciais dos Takeda, e foi mais tarde adoptado por Hoshina Masamitsu. Komatsumaru cambiou seu nome para Hoshina Masayuki (保科正之), e em 1644 foi nomeado governador de Aizu. Nessa função, ele determinou que todos os governantes posteriores da província deveriam estudar as técnicas de Ono-ha Itto-ryu — nas quais ele próprio já era reputado experto —, bem como a arte de Oshikiuchi, uma arte marcial que ele desenvolveu para conselheiros xogunais e asseclas, tendo em mente as condições palacianas. Estas artes foram por fim incorporadas e compiladas dentro daquelas da família Takeda.
Segundo dizem as tradições do estilo Daitō-ryū, foram exactamente essas últimas artes que compunham as primeiras lições ensinada para aqueles que não eram membros da família, no século XIX. Takeda treinou ainda o manuseio de espadas e lanças com seu pai, Sokichi Takeda, e bem assim as da escola Kashima Shinden Jikishinkage-ryu. Nesta última, Takeda foi uchi deshi do reconhecidamente espadachim Sakakibara Kenkichi. Em sua vida, Sokaku viajou muitas vezes pelo Japão, no fito de atingir sua meta de preservar a arte marcial e as tradições de sua.
Tokimune Takeda (武田 時宗, Takeda Tokimune), o terceiro filho de Sokaku Takeda, tornou-se o líder do estilo Daito-ryu, após o passamento de seu pai, em 1943. Tokimune ensinava o que ele nomeava de "Daitō-ryū Aikibudō" (大東流合気武道), uma arte que incluía técnicas de manuseio da espada, da linhagem Ono-ha Ittō-ryū, paralelas àquelas tradicionais do estilo Daito-ryu Aiki-jujutsu. Foi também sob a umbrella de Tokimune que o sistema dan, de qualificação dos praticantes, foi pela primeira vez observado. Tokimune Takeda viveu até 1993 sem deixar um sucessor oficial. Todavia, sucedeu de alguns dos mais graduados estudantes do último mestre oficial, como Katsuyuki Kondo 近藤 勝之 ([Kondō Katsuyuki] Erro: {{japonês}}: o texto tem marcação itálica (ajuda)) e Shigemitsu Kato, começarem suas próprias agremiações do estilo Daito-ryu.

### Sucessão
Em 1989, não muito depois do passamento de sua esposa, com 73 anos de idade, a saúde de Tokimune Takeda deteriora-se, e fica Kato Shigemitsu encarregado de todos os assuntos administrativos e de condução dos treinos no dojô central da escola Daito-ryu.
Em abril de 1991, Tokimune já com sua saúde seriamente comprometida, convoca uma reunião, à qual acorreram 66 dos mais vetustos instructores, que se autodenominaram Seishi (coração puro), e Tokimune declina seu desiderato acerca de que suas duas filhas, Oshima Kyoko e Yokoyama Nobuko, o sucedam até que um neto lhe sobrevenha e atinja o nível necessário, para ocupar seu lugar. Ambas as filhas têm meninos, porém somente um, Oshima Hitoshi, depois Hitoshi Takeda (que, pela lei nipónica, pôde cambiar o apelido, no fito de salvaguardar o patronímico de sua família tradicional), apareceu junto a Tokimune nas últimas demonstrações realizadas.
Em 1992, o irmão menor, Munemitsu Takeda (武田宗光, 1924), pediu ao mestre Tokimune que firmasse um documento que o designasse como novo soke do Daito-ryu. Tokimune assim o faz, mas suas filhas posteriormente consideraram que a autorização dada teria sido um engodo, já que, por causa de sua enfermidada, Tokimune não estava ciente do conteúdo e consequências do documento. Sem dúvida, muitos dojo de Europa e EEUU consideraram Munemitsu como novo Soke do Daito-ryu Aiki-jujutsu, por exemplo, a organização de Alain Floquet, o Cercle d'Étude et de Recherche en Aiki et Kobudo (CERA).
Em 1993, a filha mais nova de Tokimune, Yokoyama Nobuko (横山信子), é declarada habilitada e Tokimune é internado no hospital. Durante seu tratamento, Nobuko Yokoyama, com o auxílio de Katsuyuki Kondo, nesse momento já declarado pelo próprio líder como Soke Dairi, representa os intereses da família Takeda na escola Daito-ryu Aiki-jujutsu e adopta a cadeira de directora do centro Daitokan.
Em 2 de dezembro do mesmo ano, Takeda Tokimune falece e Nobuko designa Kondo Katsuyuki como encarregado do Hombu Dojo Daitokan, deslocando Shigemitsu Kato (5º dan) e Matsuo Sano à condição de kangicho. Ambos os mestres, junto com uma parte do grupo Seishin, afastam-se do Daitokan, fundando um novo dojo em Abashiri, passando a se chamar de Nihon Daito-ryu Aikibudo Daito-kai (日本大東流合気武道大東会, Nihon Daitō-ryū Aikibudō Daitō Kai), organização que actualmente possui filiais em Itália, EEUU e Brasil.
Posteriormente, Nobuko renuncia sua cadeira de directora do Daito-ryu. A posição é reclamada por su hermana, Kyoko Oshima, cujo esposo, Oshima Masanobu, que tinha mudado seu apelido para Takeda, se declara Soke da Takedaden Daito-ryu Aikibudo, mas esse ato não é aceito pelos mestres, que se agrupam na associação Nihon Daito-ryu Aikibudo Seishin Kai, nem por aqueles que seguem ao Daitokan, sob a direção Katsuyuki Kondo. Enquanto ambas as filhas discutem sobre a conveniência de registrar legalmente como marca o símbolo da família e o nome Daito-ryu Aiki-jujutsu, Kondo Katsuyuki o registra em seu próprio nome. Ato que Masanobu Takeda contesta legalmente sem êxito.
Após certo número de consultas, Katsuyuki funda a entindade Daito-ryu Shimbukan, sobre a qual se designa como a como máxima autoridade, e nesse carácter decide mudar a localização da sé do Daitokan, de Abashiri para seu próprio dojo, em Tóquio. Nesse ínterim, também solicita ao grupo Seishin para abandonar o Daitokan, mas isso não é aceito nem reconhecidos os títulos de Kondo.

### Aiki-jujutsu
O aiki-jūjutsu pode ser subdivido em três vertentes: jūjutsu(duro); aiki no jutsu (suave); aikijūjutsu, mescla de duro e suave. As modernas escolas de jiu-jitsu e aiquidô originaram-se na vertente última, a qual preconiza a neutralização prévia de um ataque Tal e qual outras modalidade de jūjutsu, enfatizam-se as técnicas nage waza, de arremesso, e kinteki e katame waza, de manipulação das articulações e imobilização, no escopo de subjugar ou magoar um atacante adversário. Tem particular importância a ideia do momento exacto de aplicação da técnica de defesa e, ao mesmo tempo, a ideia de se "mesclar" ao adversário, para utilizar da própria força despendida no movimento de ataque contra ele mesmo. O estilo Daitō-ryū marca-se pelo uso ostensivo de atemi waza, técnicas contundentes, desferida contra pontos específicos, para, entre outros fins, agilizar o emprego das técnicas de arremesso e imobilização.
Algumas das técnicas contundentes caracterizam-se pelo emprego de movimentos oscilantes dos braços estendidos, para assim tornar o ataque mais forte e para desferir golpes em ângulos inesperados, como pode ser notado na técnica de gyaku ude-dori, ou chave reversa de cúbito, com atemi. Tokimune Takeda considerava que uma das características únicas de seu estilo era a preferência em controlar um atacante no chão com o joelho, para deixas as mãos livres, para poder aceder às armas ou para poder lidar com a ameaça de outros agressores.

## Vertentes
Actualmente, há certo número de entidades que continuam a ensinar a escola Daito-ryu, sendo que cada uma delas traça sua linhagem até o mestre Sokaku Takeda, correlacionando-se a um de seus quatro pupilos, quais sejam: Tokimune Takeda, o progenitor da linhagem Tokimune; Takuma Hisa (久 琢磨, Hisa Takuma, 1895-1980), da linhagem Hisa; Kodo Horikawa (堀川 幸道, Horikawa Kōdō, 1894-1980), da Horikawa; e Yukiyoshi Sagawa (1902–1998), da Sagawa.

### Tokimune
A linhagem Tokimune descende de Tokimune Takeda, filho de Sokaku Takeda, o qual foi nomeado o sucessor directo do estilo após a morte de seu pai. Entretanto, após o passamento de Tokimune, ele próprio não apontou designou um sucessor. Nesta cércea, restaram dois grupos principais que continuam a propagar suas lições.
O primeiro grupo é encabeçado por Katsuyuki Kondo, que começou a estudar o estilo sob os auspícios de Tsunejiro Hosono, continuando com Kotaro Yoshida (吉田 幸太郎, Yoshida Kōtarō, 1883-1966) por certo tempo antes de ser apresentado a Tokimune. Em virtude das concessões de ensino de alto grau, que foram dadas em por Tokimune em favor de Kondo, seus adeptos chamam-na de a principal linhagem do estilo Daito-ryu. O grupo conta com bastante apoio da comunidade das artes marciais nesse ponto.[carece de fontes?] Kondo tem feito muito para aumentar a notabilidade de seu estilo por intermédio de oficinas realizadas em Tóquio e além, principalmente nos Estados Unidos.
O segundo grupo, chamado de Nihon Daito-ryu Aikibudo Daito Kai (日本大東流合気武道大東会, Nihon Daitō-ryū Aikibudō Daitō Kai), liderado por Shigemitsu Kato e Gunpachi Arisawa, foram por muito tempo apedeutas e propedeutas da entidade original de Tokimune Daitokan, em Hocaido. A organização mantém uma pequena sé em Hocaido com fortes conexões com entidades e praticantes em Europa, especialmente Itália, Estados Unidos e Brasil.

### Hisa

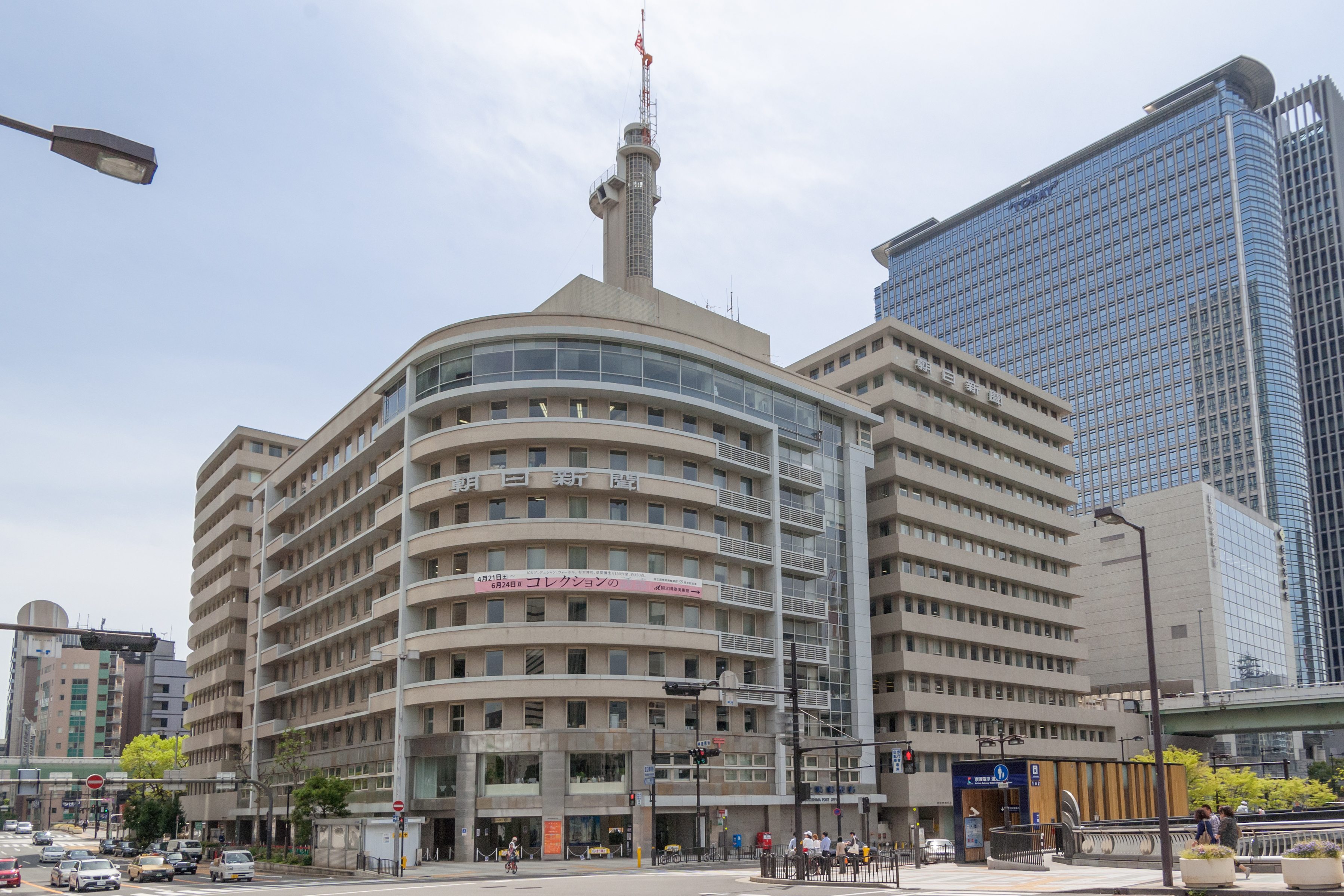
Escritório de Asahi Newspaper em Osaca, onde muitas técnicas do estilo Daito-ryu foram filmadas como ensinadas originalmente por Morihei Ueshiba e Takeda Sokaku.

A segunda maior organização do estilo Daito-ryu é representada por alunos de Takuma Hisa. O alunos apartaram-se da linhagem e fundaram a Takumakai (琢磨会), o quais possuíam grande quantidade de material de ensino em filmagens e fotogramas, que foram feitas pelo periódico Asahi, registrando as técnicas do estilo; primeiro, por Morihei Ueshiba e, depois, por Sokaku Takeda. Um dos maiores manuais de treino, chamado Sōden, mostra técnicas ensinadas por ambos os mestres.
Takumakai representa a segunda maior organização de Aiki-Jujutsu. Na década de 1980, sob a condução de Shogen Okabayashi (Okabayashi Shogen, 1949), que foi enviado pelo mestre Hisa já idoso para treinar com o diretor, o Takumakai fez um movimento para implementar as formas de ensinar os fundamentos da arte como teriam sido originalmente estabelecidos por Tokimune Takeda. Tal medida desagradou alguns daqueles que mantinham os métodos originais de mestre Hisa, levando à formação de uma nova organização chamada Daibukan, fundada por um estudante de longo prazo, Kenkichi Ohgami (Ogami Kenkichi, 1936). Mais tarde, a fim de implementar maiores mudanças no currículo, o próprio Okabayashi escolheu se separar do Takumakai e formaram a Hakuho-ryu.

### Horikawa
O ramo Horikawa foi formado de acordo com os ensinamentos de mestre Kodo Horikawa, sendo considerado como um inovador talentoso dessa arte.[carece de fontes?] Assim sendo, algumas organizações foram formadas com base em seus repertório técnico.
A escola Kodokai (幸道会, Kōdōkai) foi fundada por alunos de Horikawa, cuja marca precípua é a interpretação dos movimentos aiki que pode ser vista nos seus movimentos. A sé da linhagem está localizada em Hocaido, sendo dirigida por Yusuke Inoue. Tanto o pai de Inoue como seu principal professor, Horikawa, foram alunos diretos de Sokaku Takeda. Inoue recebeu sua licença de ensino, Menkyo kaiden, de acordo com os desejos finais de Horikawa.
Há ainda dois grandes professores que se apartaram da Kodokai, para estabelecer suas próprias escolas. O primeiro foi Seigo Okamoto (冈本 正刚, Okamoto Seigo, 1925), que fundou o Daito-ryu Aikijujutsu Roppokai (大东流合気柔术六方会, Daito-ryu Aiki- jūjutsu Roppōkai). Sua interpretação de aiki e uso de projeções com movimentos mínimos mostraram-se muito populares.[carece de fontes?] A organização tem grande número de seguidores no mundo, especialmente Estados Unidos e Europa. O outro grupo é o de Katsumi Yonezawa (米沢 克巳, Yonezawa Katsumi, 1937-1998), que fundou a escola Bokuyokan (牧羊馆, Bokuyōkan). No início de 1970, quando ainda era instrutor sênior do Kodokai, ele foi a primeira pessoa a levar o Daito-ryu aos Estados Unidos e Canada. A Bokuyokan é atualmente dirigido pelo filho do fundador, Hiromitsu Yonezawa, também com sede em Hocaido, que conta ainda com o dojô Yonezawa anexo, e diversas filiais nos Estados Unidos e outro dojô na Alemanha.

### Sagawa

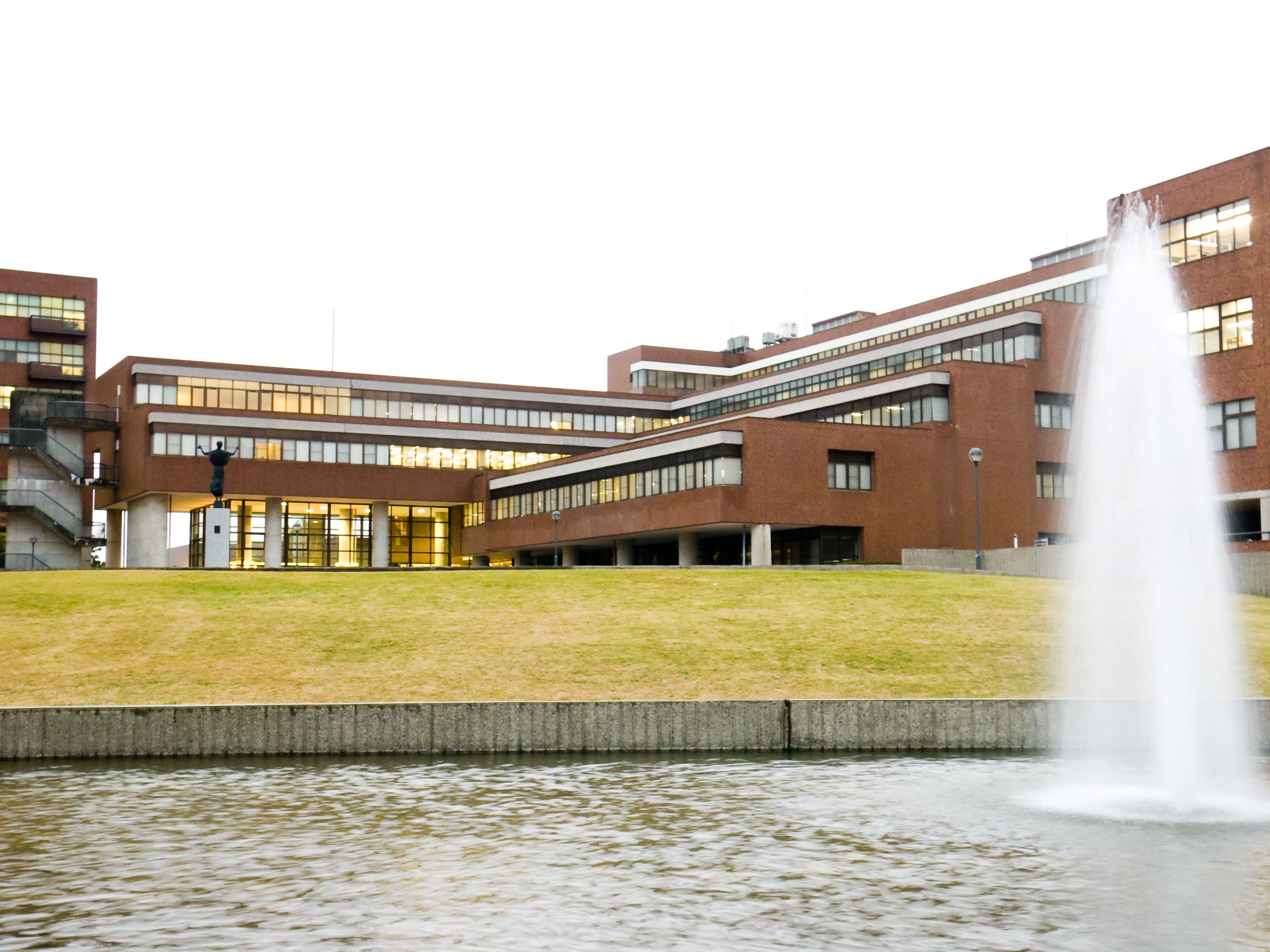
Universidade de Tsukuba, onde os adeptos da escola Sagawa praticam aiki-jūjutsu

O último grande grupo de praticantes de aiki-jujutsu é composto pelos estudantes de Yukiyoshi Sagawa (佐川 幸義, Sagawa Yukiyoshi, 1902-1998), que já foi considerado o sucessor de Sokaku Takeda, caso Tokimune não sobrevivesse à Segunda Guerra Mundial.[carece de fontes?] Sagawa abriu apenas um dojô e ensinou um número relativamente pequeno de alunos. Começou a estudar Daito-ryu Sokaku Takeda, em 1914, depois de ter começado a aprender o estilo com seu pai, Sagawa Nenokichi (1867-1950 ), que já tinha sido aluno de Sokaku e um titular de uma licença de ensino kyoju dairi. Apesar de ser considerado por muitos como um dos alunos mais talentosos de Sokaku, Yukiyoshi Sagawa recebeu a dairi kyoju em 1932, pero não recebeu a de kaiden menkyo, ou licença plena, atestando maestria completa e ciência dos segredos do sistema, todavia por que durante o tempo em que treinava sob Sokaku, o mais alto grau de licença não era o kaiden. Sagawa muitas vezes serviu como um assistente de ensino de Takeda e viajou com ele para vários locais no Japão. Ele desenvolveu ainda mais a arte de aplicar o aiki. Diz-se que continuou muito forte até bem avançada idade, e, como resultado do êxito de sua "força transparente", foi destaque em uma série de artigos nas revistas Aiki News, em 1998.
Tatsuo Kimura (木村 達雄, Kimura Tatsuo, 1947), um ex-professor de matemática na Universidade de Tsukuba e um estudante sênior de Sagawa, formou um pequeno grupo de estudo de aiki-jūjutsu naquela instituição. Aposentou-se do seu cargo de professor em junho de 2013, e também parou de ensinar Daito-ryu de forma publica, mas continua seu ministério de forma particular para um pequeno grupo de alunos. Escreveu dois livros a respeito de sua formação sob Sagawa: Transparent Power e Discovering Aiki.

## Definição deAiki
O Mestre Sokaku Takeda definia o  aiki como:
| “ | O segredo do aiki consiste em subjugar o oponente mental e subtamente, e vencer sem precisar pelear. | ” |

Tokimune Takeda, em entrevista, sobre o assunto disse:
| “ | O senhor poderia explicar em detalhes um pouco mais sobre o conceito de aiki?' Aiki é puxar quando se é empurrado, e empurrar quando se é puxado. É o espírito de lentidão e velocidade, de harmonizar o seu movimento com o ki do seu oponente. Seu oposto ,kiai, é forçar até o limite, enquanto o aiki nunca resiste. O termo aiki tem sido usado desde os tempos antigos e não é exclusividade do estilo do Daito-ryu. O ki em aiki é go no sen (defesa proactiva), no sentido de responder a um ataque. ...Daito-ryu é todo go no sen: primeiro, esquiva-se do ataque de seu oponente e, em seguida, revida-se ou se controla . Da mesma forma, a escola Itto-ryu é precipuamente go no sen. Você ataca porque o adversário ataca. Isto implica não cortar o seu adversário. Isso é chamado katsujinken (espada que dá vida) . Seu oposto é chamado setsuninken (espada que tira vida). O aiki é diferente da vitória de sen sen, e é aplicado em situações de go no sen, tal como quando um adversário o empurra. E é exactamente aí que reside a essência de katsujinken e setsuninke. Você bloqueia o ataque quando o adversário se aproxima; no seu segundo ataque você quebra a espada dele e poupa sua vida. Isto é katsujinken. Quando um oponente o golpear você, com sua espada, perfurar-lhe estômago é setsuninken. Estes dois conceitos são a essência da espada. | ” |

## Técnicas
As técnicas do estilo Daito-ryu compreendem tanto técnicas duras (jūjutsu) quanto suaves (aiki-jūjutsu). As técnicas são divididas em determinados programas, que são treinados sequencialmente, ou seja, um praticante não vai avançar para o próximo conjunto de técnicas até que se tenha dominado o anterior. Após a conclusão de cada, um estudante recebe um certificado ou diploma que lista todas as técnicas do nível. Os alunos  agem de acordo com os níveis de avanço dentro, e era um sistema comum entre as escolas de artes marciais japonesas clássicas antes da era dos cinturões/faixas, notas e graus.
O repertório técnico da linhagem Tokimune segue o seguinte paradigma:
| # | Programa                                                | Técnicas |
| - | ------------------------------------------------------- | -------- |
| 1 | Técnicas secretas (秘伝目録, Hiden Mokuroku)            | 118      |
| 2 | A ciência da união espiritual (合気之術, Aiki-no-jutsu) | 53       |
| 3 | Mistérios interiores (秘伝奥義, Hiden Ōgi)              | 36       |
| 4 | Técnicas de autodefesa (護身用の手, Goshin-yō no te)    | 84       |
| 5 | Explicação sobre a evolução (解釈相伝, Kaishaku Sōden)  | 477      |
| 6 | Licença de pleno conhecimento (Menkyo Kaiden)           | 88       |

Oficialmente, diz-se que o estilo Daito-ryu possui milhares de técnicas, divididas em omote e ura (literalmente, frente e verso), pero muitas técnicas podem ser encaradas como variações de técnicas básicas. Além disso, Sokaku e Tokimune concederam certificados relativos a determinadas partes do currículo, tais como técnicas que utilizam a espada longa e curta.
Para a lista acima, a linhagem Takumakai acrescenta ainda o conjunto de  "Daito-ryu Aiki Nito-ryu Hiden". A escola Takumai também faz uso substancial dos documentos fotográficos de técnicas ensinadas no dojo do Jornal Asahi por Morihei Ueshiba e Takeda Sokaku, que são compilados em uma série de 11 manuais de treinamento chamado de Soden.
O estilo diferencia-se de outros estilos de jiu-jitsu por conta do conceito de ki, o qual é trasladado do kenjutsu, e este serve de fundamento. Isto se reflecte nas formas dos movimentos e no estado psicológico quando das pelejas. As técnicas possuem espeque racional desde o ponto de vista biológico, físico e psicológico, inclusive — sem contudo exacerbar importância demasiada aos estados mentais próprios —, até o controlo da respiração e do fluxo da energia. Tal aspecto do estilo dificulta seu aprendizado por intermédio da vista de um alguém experto. São utilizadas projeções, imobilizações, manipulação de articulações, pressão sobre nervos, asfixia ou reacção biológica reflexa e, bem assim, golpes contra pontos vitais e técnicas fulcradas na coordenação entre mente e corpo e outro que fazem uso das leis dinámica. Em princípio, deve-se aprender as bases de 118 técnicas, chamadas  de shoden, divididas em 7 grupos. Un resumen de las técnicas básicas es:

### Shoden
A primeira categoria de técnicas no sistema, shoden waza, não é desprovida de elementos de aiki, posto que enfatize as técnicas de jūjutsu de manipulação das articulações de modo mais ordinário.

### Aiki-no-jutsu
O segundo grupo de técnicas, aiki-no-jutsu, tende a enfatizar a utilização do movimento ou a intenção do adversário, no fito de o subjugar, geralmente com um arremesso ou uma técnica de imobilização.

## Influência
A maior parte do interesse que o estilo Daito-ryu desperta, que tem muito em comum com os outros estilo de jūjutsu muitos menos do Japão, deve-se provavelmente devido ao sucesso do aluno de Morihei Ueshiba, aluno de Sokaku Takeda, e da arte que ele criou, o aiquidô. O aiquidô  é praticado internacionalmente e tem centenas de milhares de adeptos. Muitos dos interessados em aiquidô acabaram por traçar as origens da arte até o Daito-ryu, o que aumentou o nível de interesse em uma arte que era praticamente desconhecido algumas décadas antes.
A influência do aiquidô foi bem significativa, mesmo em seus primeiros anos, antes da Segunda Guerra Mundial, quando Ueshiba ainda ensinava uma forma mais combativa, mais próxima do Daito-ryu. Um dos principais canais da influência de Ueshiba era Kenji Tomiki, fundador da esola Shodokan. Tomiki já era graduado como 5º dan de judô , quando ele começou a estudar com Ueshiba. O kata goshin jitsu, ou "formas de auto-defesa ", foi criado em 1956 por uma equipa de especialistas após a morte de Jigoro Kano, e , portanto, não pertencente ao judô original), no intuito de preservar esses ensinamentos, de igual modo fez a organização de aiquidô de Tomiki, Shodokan.

## Relacionados
O conceito de aiki é bastante provecto, sendo também partilhado com outras escolas japonesas clássicas da luta armada. Existem alguns outros estilos de jujutsu japonês que usam o termo aiki-jūjutsu, contudo, não há registros de seu uso antes a era Meiji. Muitas escolas modernas influenciadas pelo aiquidô passaram a utilizar o termo, para descrever o uso de técnicas semelhantes às do aiquidô mas com mentalidade mais mais combativa.
Há uma série de artes marciais, além do próprio aiquidô, que clamam ser descendentes do estilo  Daito-ryu ou dos ensinamentos de Sokaku Takeda. Entre elas estão: a arte marcial coreana do hapkido, fundada por Choi Yong Sul, que foi um órfão no Japão foi treinado e criado por Sokaku; Hakko-ryu, fundado por Okuyama Yoshiharu , que treinou com Sokaku; e Shorinji Kenpo, fundado por Nakano Michiomi (conhecido depois como So Doshin), o qual se saber treinou com Okuyama. Muitas técnicas de Hakko-ryu são semelhantes às técnicas do Daito-ryu. Várias outras escolas de aiki-jūjutsu (ou o aikijutsu variação) também afirmam algum tipo de linhagem de Takeda Sokaku ou Daito-ryu.